# Empis brevis
Empis brevis är en tvåvingeart som först beskrevs av Friedrich Hermann Loew 1862.  Empis brevis ingår i släktet Empis och familjen dansflugor.
Artens utbredningsområde är Missouri. Inga underarter finns listade i Catalogue of Life.